# Szent Jakab-templom (Kőszeg)

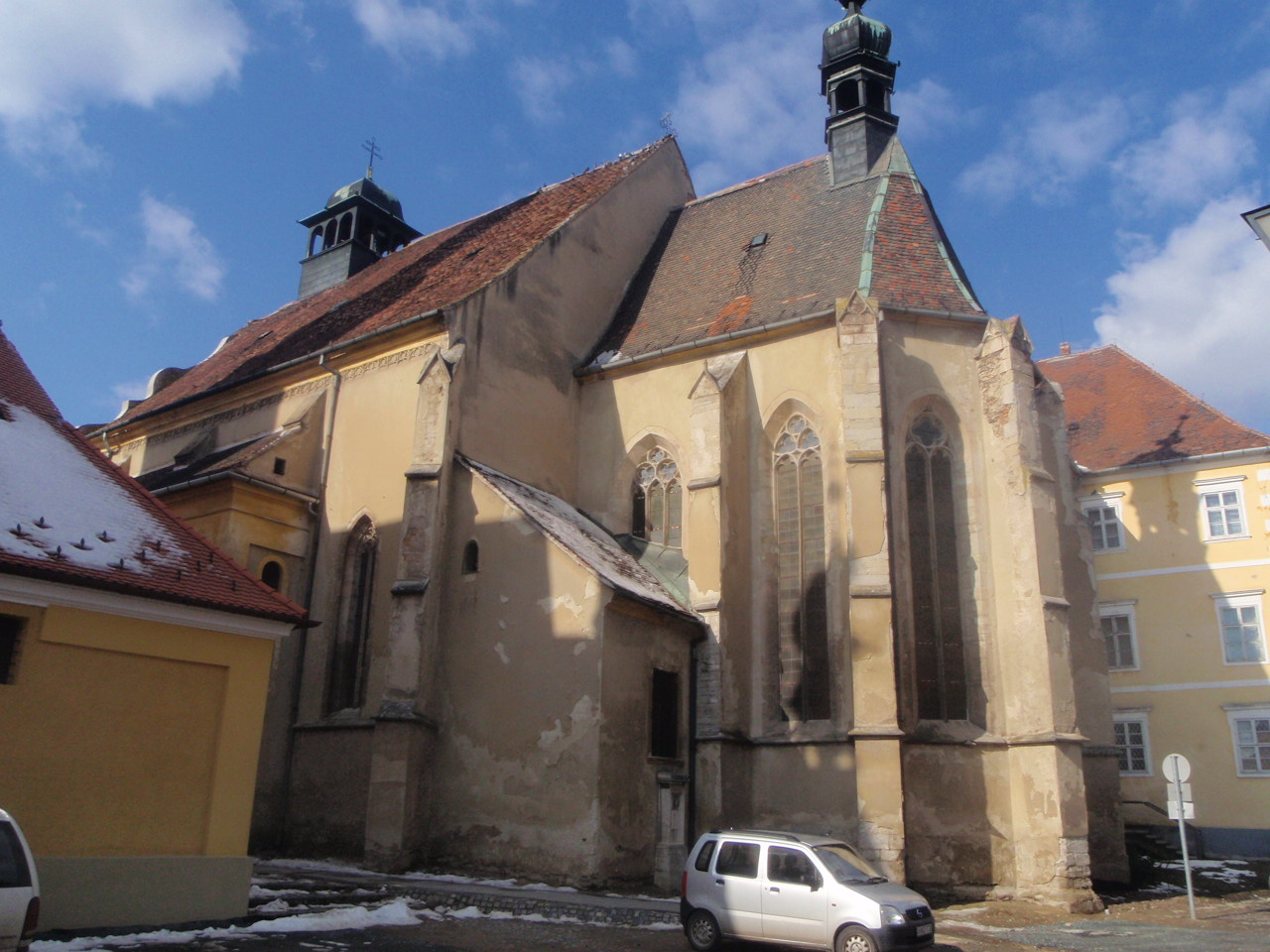
A Szent Jakab-templom szentélye a Jurisics tér felől

A Szent Jakab-templom Kőszeg legnagyobb múltra visszatekintő belvárosi, háromhajós temploma. A gótikus belső kialakítás és a barokk külső megjelenés mögött gazdag, néha viharos történelem húzódik meg.

## Története
Feltételezhető, hogy az 1289-es ostrom idején elpusztult minorita templom helyén épült. Nagy Lajos alatt pedig újra felépült a ferencesek kőszegi kolostora. A Garaiak nevéhez fűződik a templom 1403-1407 közötti átépítése. E korból többek között az állat- és emberalakos ábrázolások, avagy a Garaiak címerállatának tartott kígyós zárókő maradt fenn. 1551-től viharos idők következtek. A reformáció során elfoglalták a templomot, 1653-ban lerombolták középkori oltárát. Széchenyi György győri püspök 1671-es látogatásával rábírja a városi tanácsot a templom visszaadására, egyben engedélyezik, hogy a német gyülekezet használhassa a magyar Szent Imre-templomot. 1675-től a jezsuitáké, majdan 1777-1815-ig a piaristáké, aztán 1815-1948-ig a bencések látják el a hitszolgálatot.
A torony a 15. században épült, a szentély fölé. 1697-ben került a Sanctus-tornyocska. A belső támpillérek közötti lévő kápolnák 1758-ban készültek el.
A barokk külsőt az 1807-es felújításkor kapta.
Esterházy Pál (nádor) 1693-ban készítette a főoltárt, amelynek főalakja 1735-ig Szent Jakab volt, majd ezt Madonna-szoborra cserélték. 1719-ben készültek a mai napig meglévő faragott padsorok.
Az 1937-es restaurálás során feltárták a templom mai napig legjelentősebb gótikus secco technikával készült freskóit: a Palástos Madonna és a Szent Kristóf és a Háromkirályok ábrázolásokat. Dex Deéd Ferenc mester a restaurálás során a kor egyházmegyei, rendi, városi személyiségeit is megörökítette: Grősz József szombathelyi megyés püspököt, Kelemen Krizosztom Pannonhalmi főapátot, vagy Vitéz Nagy Miklós (1933-1941) kőszegi polgármestert, aki 1941-től Újvidék polgármestere, majd 1946-ban kivégezték.
A sírkövek tanúsága szerint számos család temetkezőhelye is itt volt. 1538-ban Jurisics Miklós gyermekeit helyezték nyugalomra: Ádám és Anna kapott vörös márvány faragott sírkövet. Itt nyugszik Mezőszegedi Szegedi László, Wesselényi Ferenc nádor felesége Széchy Mária (a "Murányi Vénusz") és a Szent Imre-templomot 1704-ben felszentelő Franz Anton Puchaim.
A főbejárat előtt az 1746-os városképen látható előtető volt, amelyet elbontottak. A bejáratot aztán kovácsolt vaskerítés védte, melyet az 1960-as években eltávolítottak. Az épület felújításra szorul a vele egybeépített egykori bencés székházzal együtt. 2011-ben a templom körüli Kincs apát köz és Rajnis utca a belváros többi részével együtt megújításra került.
2011-ben kezdődött a tetőszerkezet felújítása.